# 緬甸奶茶

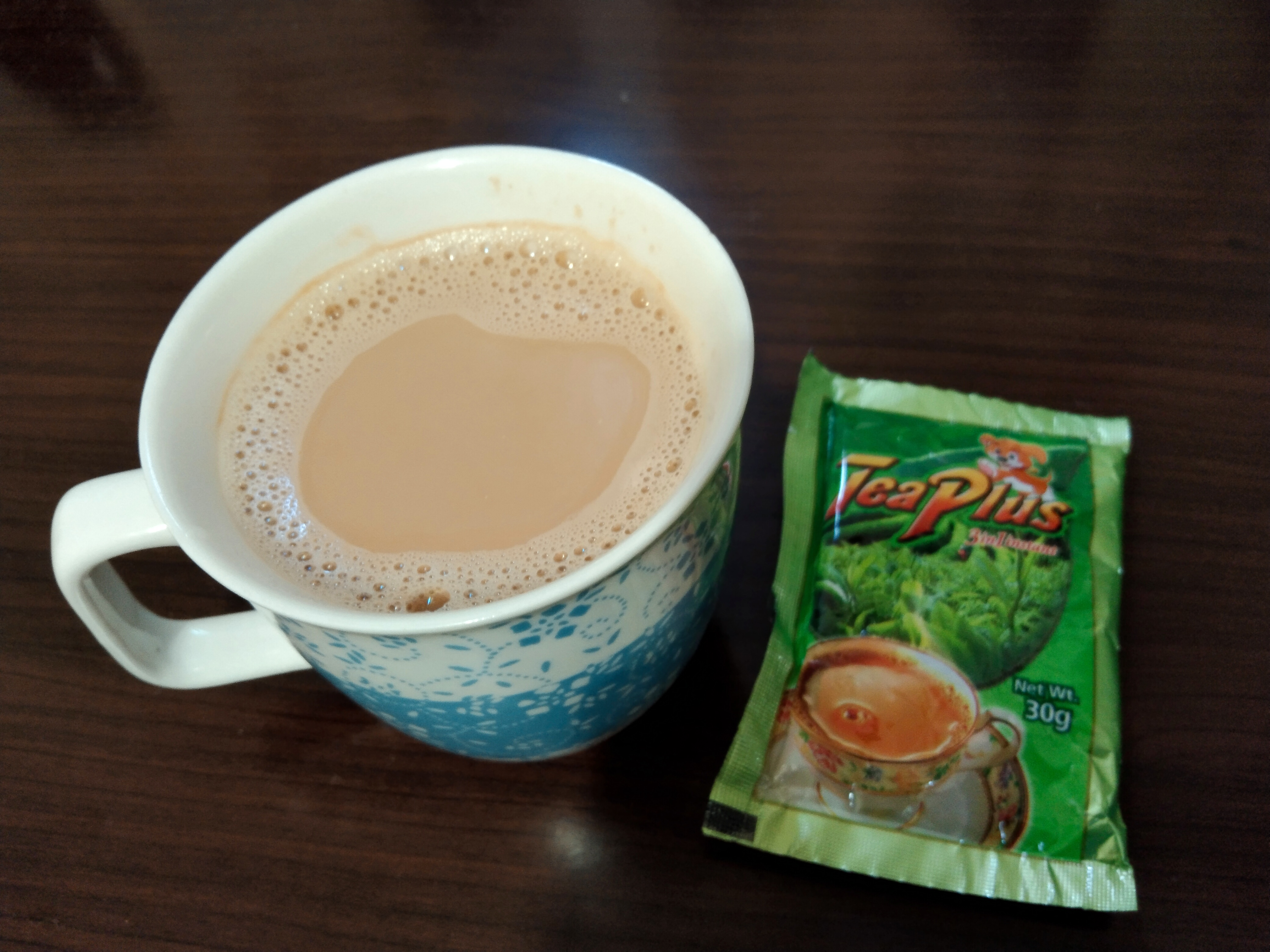
即溶包沖調的緬甸奶茶

緬甸奶茶（字面意思為『茶液體』）是一種發源自緬甸的茶飲，傳統上由強烈沖泡的紅茶和牛奶（通常是淡奶和煉乳）製成。緬甸奶茶通常在茶馆供應，並且會搭配傳統緬甸茶點飲用。傳統上，緬甸奶茶以熱飲為主，因緬甸人認為熱氣才能完整帶出茶葉的香味與韻味；相對而言，冰奶茶不僅會讓味覺變得較不敏銳，茶香也難以釋放。

## 歷史
緬甸擁有悠久的茶文化，源於現在的上緬甸地區悠久的茶葉種植歷史。在前殖民時代，當地人主要喝綠茶。在英國統治緬甸期間，緬甸成為英屬印度的一部分。從1800 年代後期開始，印度移民湧入主要城市，在那裡他們建立了名為kaka hsaing的綜合商店，該商店也提供奶茶，最終演變為茶館。當時的奶茶是用濃茶、蒸鮮奶和糖製成的，類似於印度奶茶。現今緬甸茶館除了喝茶外，也是當地居民放鬆聊天、交換資訊的重要場合。